# Wildflower (мюзикл)

Wildflower (с англ. — «дикий цветок») — мюзикл в трёх действиях на сюжет и либретто Отто Харбаха и Оскара Хаммерстайна II и музыку Герберта Стотарта и Винсента Юманса. Главная героиня — симпатичная итальянская девушка Нина, обладающая вспыльчивым характером. Она может унаследовать большое состояние при условии, что сможет сохранять спокойствие в течение шести месяцев. В случае неудачи деньги получит её кузина Бьянку, которая всячески пытается спровоцировать Нину. В конце концов, Нина выдерживает испытание, получает деньги и любимого мужчину. Несколько песен из мюзикла были опубликованы отдельно и пользовались популярностью, в особенности «Bambalina» и «Wildflower». Мюзикл оказался последним бродвейским шоу исполнительницы главной роли Эдит Дэй, которая после него уехала в Лондон.
Первая постановка состоялась на Бродвее в Театре Казино 7 февраля 1923 года. Она выдержала 477 представлений и была закрыта 29 марта 1924 года. Мюзикл стал одним из самых успешных в 1920-е годы. Постановку осуществил Оскар Игл, хореографом выступил Дэвид Беннетт. Оркестровку мелодий Стотарта и Юманса осуществил Роберт Рассел Беннетт. Костюмы создал Шарль Лемер. Продюсировал постановку Артур Хаммерстайн. В спектакле играли Эдит Дэй в роли Нины, Чарльз Джуделс в роли Гастона, Эстер Ховард в роли Лукреции. После бродвейских выступлений мюзикл на два сезона отправился на гастроли. В 1924 году была осуществлена постановку а Австралии. 17 февраля 1926 года спектакль принял лондонский Уэст-Энд. Здесь состоялось 114 представлений с Китти Рейди в главной роли, Питером Гоуторном в роли Альберто и Марком Дейли в роли Габриеля. Лондонские спектакли столкнулись с организационными трудностями из-за всеобщей стачки 1926 года.
Wildflower стал первым успешным мюзиклом Оскара Хаммерстайна и вторым поставленным шоу Винсента Юманса. Успех спектаклю сопутствовал благодаря незамысловатой истории.
В обзоре The New York Times, посвященном премьерному показу, ошибочно указывалось, что шоу «содержит самые мелодичные мотивы Рудольфа Фримла за несколько сезонов», а Юман или Стотхарт не упоминались вообще. Помимо этого критик отметил, что мюзикл получился несмешным, а местами — скучным. Общее впечатление других критиков также оказалось отрицательным, хотя музыкальные номера были признаны неплохими. Несмотря на мнение критиков, Wildflower сразу завоевал симпатии публики благодаря опереточной музыке, актёрской игре Эдит Дей и выдержанных в итальянском стиле песням и танцам.

## Сюжет
Красавица Нина Бенедетто — простая итальянская крестьянка. За всегда весёлое, восторженное настроение друзья дали ей прозвище Дикий Цветок. Но другой чертой характера Нины является вспыльчивость, присущая всей семье Бенедетто. Девушка собирается замуж, жениха зовут Гвидо. Пару связывают бурные отношения. Нина узнаёт, что богатый родственник оставил ей целое состояние, но в завещании указано условие: она должна в течение шести месяцев прожить у своих родственников в поместье на озере Комо, и если за это время хотя бы раз выйдет из себя, деньги получит кузина Бьянка. Бьянка всячески дразнит и провоцирует Нину и плетёт интригу против неё вместе со своим крайне расточительным женихом Альберто. Адвокат Гастон Ла Рош и его кокетливая жена Лукреция также получат выгоду, если Нина потеряет наследство. Удивительно, но Нина улыбается и держит в узде свой характер, побеждая все заговоры. Тогда Альберто начинает ухаживать за ней, говоря, что Гвидо неверен, и добивается согласия выйти за него замуж. Друг Нины, Габриэль, и не помышляющий о неверности Гвидо помогают ей преодолеть испытания, сохранить спокойствие до конца и в награду получить наследство и любимого мужчину.

## Роли и оригинальный состав
- Нина Бенедетто — Эдит Дэй
- Гастон Ла Рош — Чарльз Джуделс
- Лукреция Ла Рош — Эстер Ховард
- Луиджи — Джером Дейли
- Бьянка Бенедетто — Эвелин Кавано
- Габриель — Олин Хоулэнд
- Граф Альберто — Джеймс Дойл
- Гвидо — Гай Робертсон

## Песни
Акт I
- «I Love You, I Love You, I Love You!» — Габриэль и девушки
- «Some Like to Hunt» — Гастон и девушки
- '«Wildflower» — Нина и ансамбль
- «Bambalina» — Лукреция и Габриэль
- «April Blossoms» — Нина и Гвидо

Акт II
- «The Best Dance I’ve Had Tonight» —Бьянка и хор
- «Course I Will» — Нина, граф Альберто и Габриэль
- «(Girl From) Casimo» — Гвидо и хор
- «If I Told You» — Нина и парни
- «You Never Can Blame a Girl for Dreaming» —Нина и парни
- «Good-Bye Little Rosebud» — Гвидо и ансамбль

Акт III
- «Bambalina» (реприза) — Нина, граф Альберто и ансамбль
- «The World’s Worst Women» — Лукреция и Габриэль
- «You Can Always Find Another Partner» — Нина и ансамбль